# Elecciones legislativas de Bulgaria de octubre de 2024
Las elecciones parlamentarias anticipadas en Bulgaria se celebraron el 27 de octubre de 2024, tras el fracaso de los tres intentos de formar gobierno tras las últimas elecciones de junio de 2024. Las elecciones fueron convocadas anticipadamente tras fracasar los intentos de formar gobierno el 26 de agosto por el presidente búlgaro, Rumen Radev. Estas fueron las sextas elecciones anticipadas en el país desde 2021. Esta serie de elecciones anticipadas es el resultado de una crisis política que afecta al país.
Ocho partidos superaron el umbral electoral para obtener representación en la Asamblea Nacional, mientras que a Velichie le faltaron solo 21 votos para obtener la representación. La alianza entre Ciudadanos por el Desarrollo Europeo de Bulgaria (GERB) y Unión de Fuerzas Democráticas (SDS) obtuvo el primer lugar al obtener el 25,52% de los votos, pero necesitaban una alianza con al menos otros dos partidos para lograr una mayoría en la Asamblea Nacional. El nuevo 51.º Parlamento reemplazó al 50.º Parlamento cuando todos los miembros electos prestaron juramento el 11 de noviembre. Después de 11 rondas de votación, Natalia Kiselova (BSP-OL) fue elegida presidenta de la Asamblea Nacional el 6 de diciembre. El 15 de enero, el presidente Rumen Radev otorgó el primer mandato de negociación al partido más grande, GERB-SDS, que formó un gobierno minoritario junto con BSP e ITN, con el apoyo de APS (Dogan). El gobierno está dirigido por el político del GERB, Rosen Zhelyazkov.
Velichie y todos los partidos elegidos, excepto el DPS-NN (Peevski), impugnaron los resultados y el desarrollo de las elecciones parlamentarias presentando casos de queja ante el Tribunal Constitucional; Posteriormente, el tribunal nombró un grupo de expertos independientes para investigar todas las denuncias. Tras un nuevo cálculo de los resultados, el Tribunal Constitucional dictaminó en marzo de 2025 que 16 de los 240 diputados fueron elegidos ilegalmente y que Velichie había superado el umbral, logrando 10 escaños y dejando al gobierno sumando sus apoyos 121 de 240 escaños.

## Antecedentes

### Crisis política desde 2021
Tras varias elecciones anticipadas, la Asamblea Nacional de Bulgaria no había logrado formar un gobierno estable tras la irrupción de los partidos «anticorrupción» en las elecciones de abril de 2021. En las elecciones de 2023 hubo ligeras variaciones respecto a las de 2022, con GERB ascendiendo al primer lugar, sobre la alianza centrista PP–DB. El 22 de mayo de 2023, ambas formaciones acordaron formar un gobierno con rotación del Primer Ministro. Nikolai Denkov, candidato de PP, sería Primer Ministro los primeros nueve meses y Mariya Gabriel, la candidata de GERB, le sucedería los siguientes nueve meses mientras fungia como Ministra de Asuntos Exteriores. Sin embargo, nueve meses después, los desacuerdos entre ambas formaciones para renegociar el pacto de gobierno impidieron realizar la rotación, por lo que se formó un gobierno interino liderado por Dimitar Glavchev y se convocaron elecciones anticipadas para el 9 de junio.

### Elecciones legislativas de junio
Tras las elecciones del 9 de junio, celebradas simultáneamente con las elecciones al Parlamento Europeo, tuvo la participación más baja (33%) desde el fin del régimen comunista en 1989. Esto resultó en GERB–SDS ganando la mayoría de los votos y 68 escaños, con ningún partido o alianza lograron escaños suficientes para formar una mayoría en solitario en la Asamblea Nacional. El nuevo 50.º Parlamento sustituyó al 49.ª Parlamento, cuando todos los miembros electos tomaron posesión y prestaron juramento el 19 de junio. Los reiterados intentos fallidos de formación del gobierno que el presidente Rumen Radev encargo a Ciudadanos por el Desarrollo Europeo de Bulgaria (GERB), Continuamos el Cambio–Bulgaria Democrática (PP-DB) y Existe Tal Pueblo (ITN), con el intento final fallando el 5 de agosto.
Como consecuencia de ello, el Presidente del Rumen Radev nombró a la Vicepresidenta de la Oficina Nacional de Auditoría, Goritsa Grancharova-Kozhareva, como primera ministra interina el 9 de agosto. A Grancharova-Kozhareva se le dieron diez días para formar una propuesta para el próximo gobierno provisional que debía ser nombrado el 20 de agosto, y las próximas elecciones programadas para el 20 de octubre de 2024. Grancharova-Kozhareva realizó la polémica decisión de mantener al actual ministro del interior, Kalin Stoyanov, para permanecer en su cargo, pero esta propuesta fue rechazada por el Presidente Radev. Radev rechazó la propuesta del gobierno, y retraso una semana las próximas elecciones.
Tras el fallido intento de Grancharova-Kozhareva de formar un gobierno interino, Radev decidió volver a nombrar a Dimitar Glavchev como primer ministro interino, y su propuesta de gobierno y su composición fue juramentado el 27 de agosto, y las elecciones se fijaron para el 27 de octubre.

## Sistema electoral
La Asamblea Nacional (en búlgaro: народноite ърание) se compone de 240 escaños ocupados durante cuatro años por representación proporcional según el método del método del mayor resto utilizando una cuota Hare. Las listas son abiertas, con la posibilidad de que los votantes hagan un voto preferencial hacia un candidato de la lista elegida para elevar su lugar en las posibilidades de resultar electo. Después de contar los votos, la distribución se realiza entre las listas de candidatos que alcanzaron el umbral electoral del 4 % de los votos emitidos a nivel nacional en los partidos. Los votos para candidatos independientes, así como aquellos "ninguna de estas opciones" se cuentan como votos válidos, pero no se tienen en cuenta para el cálculo del umbral.
El sistema búlgaro prevé un máximo de tres intentos de formar gobierno tras las elecciones. Por lo tanto, el presidente confía esta responsabilidad primero al partido que logró el primer lugar en escaños, luego a la segunda fuerza y finalmente a cualquier partido que a que el presidente decida confiar el último encargo de formar gobierno. Si en ninguno de esos intentos logra formar un gobierno capaz de recibir el voto de confianza de la Asamblea, el presidente nombra un gobierno interino y convoca nuevas elecciones anticipadas en un plazo de dos meses. Este procedimiento también se utiliza en caso de caída del gobierno durante la legislatura, con el primer intento del primer ministro saliente.

## Resultados
|  | 25.52 % |

|  | 13.74 % |

|  | 12.92 % |

|  | 11.17 % |

|  | 7.32 % |

|  | 7.23 % |

|  | 6.56 % |

|  | 4.44 % |

|  | 3.87 % |

|  | 1.03 % |

|  | 0.41 % |

|  | 0.35 % |

|  | 0.32 % |

|  | 0.29 % |

|  | 0.25 % |

|  | 0.19 % |

|  | 0.16 % |

|  | 0.16 % |

|  | 0.10 % |

|  | 0.09 % |

|  | 0.09 % |

|  | 0.09 % |

|  | 0.08 % |

|  | 0.07 % |

|  | 0.07 % |

|  | 0.06 % |

|  | 0.06 % |

|  | 0.05 % |

|  | 0.08 % |

|  | 98.00 % |

|  | 2.00 % |

|  | 100.00 % |

|  | 38.94 % |